# Bia Nunnes
Beatriz Alexim Nunes (sinh ngày 4 tháng 4 năm 1958 tại Rio de Janeiro, Brazil) được biết đến với cái tên Bia Nunnes, là một nữ diễn viên người Brazil. Cô là em gái của nữ diễn viên Maria Cristina Nunes và con gái của nhà văn kiêm nhà hài hước Max Nunes. Cô đã kết hôn với Fernando Berditchevsky từ năm 1982.

## Nghề nghiệp
Chủ nhân của phong cách hài hước rất riêng, Bia Nunnes được biết đến rộng rãi nhờ những nhân vật truyện tranh trong chương trình với tên Viva o Gordo, Jô Soares trong thành công của Rede Globo vào đầu những năm 1980. Cũng trong thập kỷ đó, ra mắt với tư cách là nhân vật chính trong tiểu thuyết Amor com Amor Se Paga, Ivani Ribeiro năm 1984.
Là đối tác của Miguel Falabella, Nunnes đã được giới thiệu trong cuốn tiểu thuyết đầu tiên có chữ ký của anh và Maria Carmen Barbosa vào năm 1996, Salsa e Merengue.
Nữ diễn viên Nunnes cũng phát triển sự nghiệp trong nhà hát, nhấn mạnh, trong số những người khác, vở kịch The Vagina Monologues. Trên sân khấu, anh đã làm việc với Marília Pêra, Marco Nanini, Miguel Falabella, Jorge Fernando, Wolf Maya và Aderbal Freire Jr, trong số những tên tuổi uy tín khác trong bức tranh toàn cảnh của nhà hát Brazil.
Nunnes đã ra mắt trong bộ phim trong bộ phim O Cavalinho Azul, Eduardo Escorel năm 1984. Năm tiếp theo được chọn bởi Júlio Bressane, người đẹp Brás Cubas, một tầm nhìn rất riêng của nhà làm phim về nhân vật kinh điển Machado de Assis. Bia vừa vặn như một chiếc găng tay trong danh lam thắng cảnh và thẩm mỹ được đề xuất Júlio Bressane và cuối cùng làm việc trong ba bộ phim lớn của nhà làm phim: Sermões - A História de Antônio Vieira, Miramar  và São Jerônimo.
Năm 2009, nữ diễn viên Nunnes xuất hiện ở Bồ Đào Nha với số hiệu Humor a Vapor, cũng đang sản xuất. Đây là một bộ phim hài cũng cho thấy ảnh hưởng của nhà hát và tạp chí Bồ Đào Nha ở Brazil kể từ những thập kỷ qua. Trong suốt 75 phút chơi, Bia Nunnes chia sẻ sân khấu với Beto Coville, diễn viên và đạo diễn làm việc ở Brazil và Bồ Đào Nha, nơi anh đã sống 16 năm, các cặp vợ chồng chơi trong những tình huống bất thường. Đạo diễn Fernando Berditchevsky, Bia Nunnes kết hôn từ năm 1982. Humor a Vapor dựa trên văn bản và âm nhạc của các nhà hài hước Artur Azevedo, Max Nunes và Luís Fernando Veríssimo, với văn bản cuối cùng về quyền tác giả của nữ diễn viên và đạo diễn của chương trình.